# Slacko
Slacko este un sat din municipiul Podgorica, Muntenegru. Conform datelor de la recensământul din 2003, localitatea are 54 de locuitori (la recensământul din 1991 erau 36 de locuitori).

## Demografie
În satul Slacko locuiesc 40 de persoane adulte, iar vârsta medie a populației este de 37,4 de ani (43,8 la bărbați și 32,9 la femei). În sat sunt 14 gospodării, iar numărul mediu de membri în gospodărie este de 3,86.
Populația localității este foarte eterogenă.
|  |

| Demografie | Demografie | Demografie |
| An         | Locuitori  | Locuitori  |
| ---------- | ---------- | ---------- |
|            |            |            |
|            |            |            |
|            |            |            |
|            |            |            |
| 1948       | 156        |            |
| 1953       | 195        |            |
| 1961       | 177        |            |
| 1971       | 120        |            |
| 1981       | 78         |            |
| 1991       | 36         | 35         |
| 2003       | 58         | 54         |

| \| Componența etnică conform recensământului din 2003[2] \| Componența etnică conform recensământului din 2003[2] \| Componența etnică conform recensământului din 2003[2] \| Componența etnică conform recensământului din 2003[2] \| Componența etnică conform recensământului din 2003[2] \| \| ----------------------------------------------------- \| ----------------------------------------------------- \| ----------------------------------------------------- \| ----------------------------------------------------- \| ----------------------------------------------------- \| \| \| \| \| \| \| \| Muntenegreni \| Muntenegreni \| \| 35 \| 64,81% \| \| Sârbi \| Sârbi \| \| 19 \| 35,18% \| \| necunoscută \| necunoscută \| \| 0 \| 0% \| |              |  |    |        |
| Componența etnică conform recensământului din 2003 |              |  |    |        |
| |              |  |    |        |
| Muntenegreni | Muntenegreni |  | 35 | 64,81% |
| Sârbi | Sârbi        |  | 19 | 35,18% |
| necunoscută | necunoscută  |  | 0  | 0%     |